# Avelino Siñani
Avelino Siñani Cosme (Warisata, La Paz, 6 de febrero de 1881 -  31 de enero de 1941) fue un educador indígena y fundador de la Escuela Superior de Formación de Maestros Warisata. La actual Ley N° 070 de educación de Bolivia, lleva su nombre junto al de Elizardo Perez.
Siñani es considerado como visionario para su época, pues creía que la liberación de los indígenas sería posible solo a través de la educación, lo que él denominaba como "iluminación con fuego sagrado".

## Biografía
Avelino Siñani nació en 1881 en el municipio de Warisata, en la provincia Omasuyos, del departamento de La Paz. Siñani fue arriero y comerciante.  Fue uno de los siete hijos de Tiburcio  Siñani y Jacoba Cosme. Se casó con María Quispe Huallpa con quien tuvo 12 hijos y fue su principal aliada en los procesos de educación que emprendió.
Siñani se autoeducó de forma clandestina, viajando a la comunidad de Huarina, a 30 kilómetros de Warisata, a donde debía trasladarse diariamente. Al concluir el bachillerato, su formación continuó en la ilegalidad, debido a la segregación racial y étnica que existía en ese entonces a los espacios de formación superior.
Siñani pertenecía a un movimiento comunal que buscó las vías jurídicas para la alfabetización y educación indígena y campesina, así como para la reivindicación de los derechos de propiedad.
Entre 1904 y 1909 se dedicó a enseñar a leer y escribir a otros indígenas de su comunidad y de comunidades cercanas, para lo cual creó una escuela clandestina. Esto le ocasionó ser encarcelado por las autoridades municipales. Al salir de prisión, Siñani se dedicó nuevamente a la enseñanza, por lo que las autoridades del municipio de Achacachi lo encarcelaron de nuevo, pero por poco tiempo.

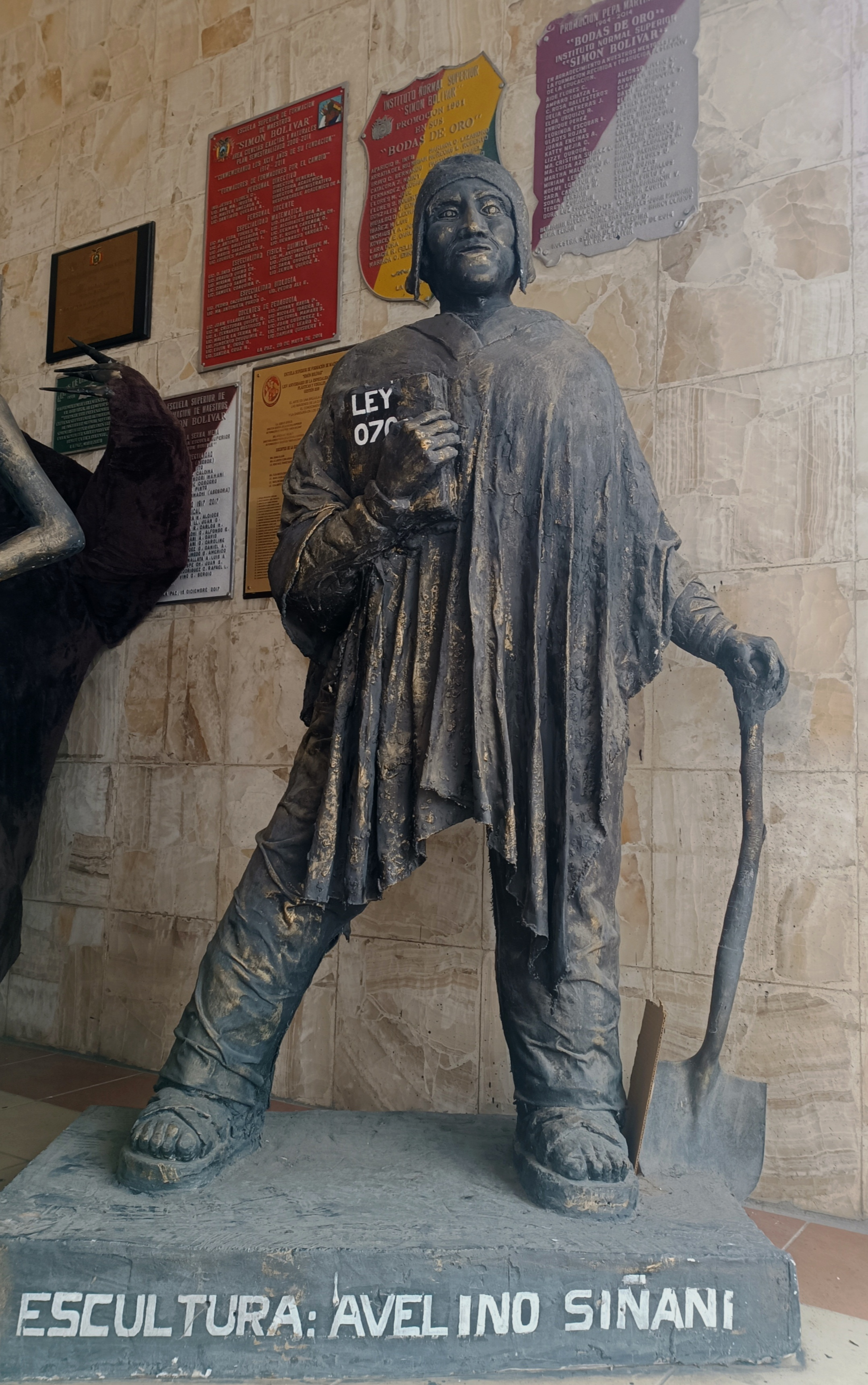
Escultura de Avelino Siñani en la Escuela Superior de Formación de Maestros Simón Bolívar de La Paz, Bolivia.

Sus colaboradores también fueron perseguidos por realizar este trabajo;  su hermano Julián Siñani fue condenado a 10 años de cárcel  por portar material educativo y obligado a arrastrar cadenas, que pesaban una arroba, desde Achacachi hasta Sorata. También su hijo Miguel Siñani, con 17 años y recién concluido el colegio, fue apresado en Achacachi donde fue apresado y torturado por gritar "Viva Bolivia libre", y a consecuencia de sus heridas murió al poco tiempo.

Acorralado por la violencia, Avelino Siñani huyó y se dedicó a  la ganadería, pero a su regreso  a Warisata retomó la enseñanza, a pesar de las acusaciones y condena que existía en ese entonces a todo intento de alfabetizar a las comunidades indígenas.
“En aquella época no había ningún pizarrón, sin embargo tenían piedra donde podían escribir con estuco, es así que empezó la obra de mi abuelo y se fue consolidando. Posteriormente, se conoció con don Elizardo Pérez quien lo buscó porque él también quería poder fundar una escuela. Incluso entregó sus terrenos”.
Fue en los recorridos que realizaba por comunidades indígenas donde conoció al inspector de escuelas, Elizardo Pérez, en Humupasa, en 1917, con quien fundó la escuela normal de Warisata, el 2 de agosto de 1931. En sus primeros encuentros, ambos educadores compartieron sus experiencias de lucha para el acceso a la educación de los indígenas. Se dice que, Elizardo Pérez entregó a Aveliño Siñani un importante lote de material pedagógico que mantenía en un depósito, en Copacabana, para continuar con su trabajo. Ambos educadores se separaron y se reencontraron otra vez en 1931.

## Reconocimientos
El 20 de diciembre de 2010, el gobierno de Bolivia promulgó la Ley N° 070 de Educación "Avelino Siñani y Elizardo Perez" en reconocimiento a su contribución al sistema educativo nacional.
Siñani es especialmente reconocido por ser uno de los precursores de la liberación indígena y por ser el primer educador indígena en la implementación de un modelo educativo intercultural.